# Susan Smit
Susan Smit (Leiden, 24 februari 1974) is een Nederlandse schrijfster, columniste en voormalig fotomodel.

## Levensloop
Smit groeide op in Noordwijk waar haar vader een strandpaviljoen uitbaatte. Haar voortgezet onderwijs volgde ze aan het College Leeuwenhorst te Noordwijkerhout (1987-1993). Ze werd als fotomodel ontdekt op het strand van Noordwijk, maar haar werk als internationaal fotomodel vond Smit oppervlakkig en eenzaam. Daarnaast was ze zangeres van de groep JKP Project. Ze kreeg behoefte aan meer inhoud en in 1994 ging ze culturele studies, Nederlandse taal- en letterkunde, studeren aan de Universiteit van Amsterdam (1994 propedeuse-1997). Hierbij liep zij in het eerste halfjaar van 1997 stage bij het links-radicale actieblad Ravage. Op haar 26e studeerde ze aan de Universiteit van Amsterdam af in culturele studies, met Nederlandse Taal- en Letterkunde als hoofdvak. Verder was ze in 1996 te zien in de erotische film Diamonds are for pleasure.
Na een artikel geschreven te hebben over moderne heksen, verdiepte Smit zich in de geschiedenis van hekserij. Ze liet zich uiteindelijk als heks inwijden. Over de periode waarin ze zich in hekserij begon te verdiepen, schreef ze het boek Heks (2001). Het boek werd twaalf keer herdrukt.
In november 2003 bracht Smit haar tweede boek uit, Wijze Vrouwen. Haar derde boek verscheen in 2004: De stad en de sterren.
Smits eerste roman verscheen in september 2005: Elena's vlucht. Deze historische roman gaat over de onmogelijke liefde tussen een Roma-meisje en een katholieke jongen. Het speelt zich af in Europa in de periode tussen de twee wereldoorlogen.
In 2006 verscheen De Zweefmolen, waarin Smit therapieën ondergaat die ze met een knipoog beschrijft.
Ze maakte met Ronald Giphart, Kluun, Tommy Wieringa, Saskia Noort en Herman Koch deel uit van het schrijversgezelschap NightWriters, met wie ze optrad in thuishonk het Comedy Theater in Amsterdam, op Curaçao en in theaters door het land.
Ze nam in 2007 zitting in de jury van de Gouden Strop, de prijs voor de beste thriller. Ze stelde samen met Siska Mulder namens het schrijverscollectief Writers on Heels een verhalenbundel samen, De Verleiding.
Haar boek Letterhonger (2008) is een verhalenbundel over haar privéleven en schrijverschap.
In 2009 verscheen 100 spirituele plekken die je gezien moet hebben over haar reizen naar spirituele locaties.
In 2010 verscheen haar tweede historische roman Vloed, gebaseerd op het leven van haar overgrootmoeder Adriana van Konijnenburg. Vloed kreeg lovende kritieken en betekende haar doorbraak naar het grote lezerspubliek.
In de zomer van 2011 was er een toneelbewerking van te zien: Vloed, in het spoor van Adriana. Ze nam zitting in de jury voor de Libris Literatuurprijs 2010.
In oktober van dat jaar verscheen Wijze mannen, het vervolg op Wijze vrouwen, waarvoor ze in dialoog ging met o.a. Deepak Chopra, Paulo Coelho en Eckhart Tolle.
Tijdens haar eerste zwangerschap schreef ze een boek over haar ervaringen en inzichten: Zwanger met lichaam en ziel. Spiritualiteit rondom zwangerschap, geboorte en kraamtijd.
In 2012 verscheen Zoals jij bemint, met korte verhalen over liefde en lust, Later dat jaar kwam de essaybundel Sterrenstof uit, die de Paravisie Award voor Beste Spirituele Boek 2012 won.
In 2013 verscheen de roman Gisèle over de dichter A. Roland Holst, beeldend kunstenares Gisèle van Waterschoot-van der Gracht en actrice Mies Peters ten tijde van de Tweede Wereldoorlog. In 2015 verscheen haar autobiografische boek En dan de liefde. Lotgevallen van een romantica.
In oktober 2016 verscheen haar historische roman De eerste vrouw over Lou Tellegen, Nederlands grootste Hollywoodster in de tijd van de stomme film, en zijn echtgenote, de Amerikaanse operazangeres Geraldine Farrar.
In november 2016 verscheen Laat het los & andere tegelsprookjes, waarin ze speels en kritisch spirituele oneliners fileert.
In april 2017 verscheen Hotel Hartzeer, dat Smit samen met Marion Pauw schreef, een gids over liefdesverdriet.
In januari 2021 verscheen Tropenbruid, een roman over een weesmeisje die n.a.v. een contactadvertintie naar Nederlands-Indië vertrekt om daar te trouwen met een ambtenaar.
In mei 2021 verscheen haar roman De heks van Limbricht, gebaseerd op het leven van Entgen Luyten. Luyten was een vrouw die in het einde van de zeventiende eeuw naar aanleiding van een paar ongelukkige voorvallen werd beschuldigd van hekserij, en door de inquisitie er voor werd veroordeeld.
In maart 2022 verscheen De wijsheid van de heks, een non-fictie boek over natuurreligie en haar eigen persoonlijke ontwikkelingsreis in dit domein.
In juni 2023 verscheen Heksenmonument, een pamflet bestaande uit verschillende bijdragen die tezamen oproepen om een Nationaal Heksenmonument op te richten.
In maart 2024 verscheen Alles wat beweegt, een boek over de Amerikaanse pionier van de moderne dans Isadora Duncan.
In oktober 2024 verscheen De tweede helft van je leven, een boek over het ouder worden als vrouw en hoe zij zelf en de samenleving daarmee om gaat.

## Privéleven
Susan Smit is moeder van twee kinderen uit haar relatie met Peter Veldhoven (2009-2015) en woont in Amsterdam. In 2019 trouwde ze met journalist Onno Aerden. Na vijf jaar huwelijk besloot het stel in september 2024 een punt achter hun relatie te zetten.

## Media
Van 2005 tot 2009 besprak Smit elke woensdag boeken in het tv-programma Goedemorgen Nederland en in 2008 presenteerde ze het boekenprogramma Uitgelezen op de zender Het Gesprek. Voor Ivo Niehes TV Show op Reis interviewde ze buitenlandse schrijvers. Vanaf oktober 2017 tot augustus 2020 was Smit elke vrijdag als boekrecensent (Het boekenhoekje) te zien in 5 Uur Live met Daphne Bunskoek op RTL 4. Ze was juryvoorzitter van de Bookspot Lezersprijs 2018 en is samen met Arthur Japin ambassadeur voor Leesbevordering, waarbij ze zich inzet voor projecten die het lezen stimuleren.
Smit speelde zichzelf in een aflevering van Gooische Vrouwen en was te gast bij Rik Felderhof in het programma Schrijvers op de veranda in Tanzania. Ze verscheen in een seizoen van BNN's Ranking the Stars. Ze maakte een reis door Costa Rica voor omroep LLink. Voor Plan Nederland maakte ze een documentaire over uitgebuite meisjes in Bangladesh die in 2009 door LLink werd uitgezonden. In 2014 reisde ze door Zweden en Noorwegen voor het Net5-programma De volgende stap en was ze een kandidaat in de dirigeerwedstrijd Maestro. Ook was Smit in 2018 een van de gasten in het programma 5 Jaar Later waarin ze werd geïnterviewd door Beau van Erven Dorens.

## Bestseller 60
| Boeken met noteringen in de Nederlandse Bestseller 60 | Jaar van verschijnen | Datum van binnenkomst | Hoogste positie | Aantal weken | Opmerkingen                     |
| ----------------------------------------------------- | -------------------- | --------------------- | --------------- | ------------ | ------------------------------- |
| Vloed                                                 | 2010                 | 03-02-2010            | 22              | 9            |                                 |
| Zoals jij bemint                                      | 2012                 | 25-04-2012            | 42              | 1            | verhalenbundel                  |
| Gisèle                                                | 2013                 | 11-09-2013            | 7               | 8            |                                 |
| En dan de liefde                                      | 2015                 | 04-02-2015            | 56              | 1            |                                 |
| Hotel Hartzeer                                        | 2017                 | 19-04-2017            | 23              | 2            | in samenwerking met Marion Pauw |
| Tropenbruid                                           | 2020                 | 05-02-2020            | 15              | 12           |                                 |
| De heks van Limbricht                                 | 2021                 | 02-06-2021            | 4               | 19           |                                 |
| De wijsheid van de heks                               | 2022                 | 06-04-2022            | 8               | 18           |                                 |
| Magisch dagboek                                       | 2022                 | 12-10-2022            | 23              | 1            |                                 |
| Heksenmonument                                        | 2023                 | 07-06-2023            | 29              | 1            | een bijdrage aangeleverd        |
| Alles wat beweegt                                     | 2024                 | 06-03-2024            | 18              | 6            |                                 |
| De tweede helft van je leven                          | 2024                 | 23-10-2024            | 1(1wk)          | 17           |                                 |

## Trivia
Smit sprak de stem in van Griselda in de Nederlandstalige versie van de film Shrek Forever After. Ze noemt zichzelf tevens heks, een fenomeen dat haar naar eigen zeggen greep toen ze er in 2000 een artikel over schreef.
- Digitale Bibliotheek voor de Nederlandse Letteren: smit182
- Gemeinsame Normdatei: 142207691
- International Standard Name Identifier: 0000 0000 3741 737X
- Library of Congress Control Number: nb2006004644
- Nederlandse Thesaurus van Auteursnamen: 186772629
- Virtual International Authority File: 11827709
- WorldCat: E39PBJdmm8Yf49qbqCTF97fg8C